# Godehard
Godehard ist ein männlicher Vorname. Er ist eine ältere Variante des Namens Gotthard.

## Namenstag
Als Namenstag wird in der katholischen und evangelischen Kirche der 5. Mai gefeiert. Namenspatron ist Godehard von Hildesheim (960–1038).

## Namensträger
- Godehard Braun (1798–1861), Moraltheologe und römisch-katholischer Weihbischof
- Godehard Brüntrup (* 1957), deutscher Philosoph
- Godehard Brysch (* 1948), deutscher Mittelstreckenläufer
- Godehard Josef Ebers (1880–1958), deutsch-österreichischer Rechtswissenschaftler
- Godehard Giese (* 1972), deutscher Schauspieler
- Godehard Joppich (1932–2024), deutscher katholischer Theologe
- Godehard Kipp (1939–2021), deutscher Althistoriker
- Godehard Kufner (1743–1792 in), Kirchenrechtler und Benediktiner im Kloster Metten
- Godehard Lietzow (1937–2006), deutscher Künstler und Galerist
- Godehard Link (* 1944), deutscher Philosoph
- Godehard Ontrup (1773–1826), römisch-katholischer Ordenspriester, Pfarrer und Theologe
- Godehard Joseph Osthaus (1768–1835), von 1829 bis 1835 Bischof von Hildesheim
- Godehard Ruppert (* 1953), deutscher Universitätspräsident
- Godehard Schell (1935–1990), deutscher Brigadegeneral
- Godehard Schramm (* 1943), deutscher Schriftsteller
- Godehard Schwethelm (1899–1992), deutscher Architekt
- Godehard von Hildesheim (960–1038), Bischof und Heiliger
- Godehard Wolpers (* 1967), deutscher Fernsehproduzent